# الکساندر ایگناتنکو
الکساندر ایگناتنکو (انگلیسی: Aleksandr Ignatenko؛ زادهٔ ۲۹ مارس ۱۹۶۳) کشتی‌گیر اهل اتحاد جماهیر شوروی بود. وی در بازی‌های المپیک تابستانی ۱۹۸۸، ۱۹۹۲ و ۱۹۹۶ حضور داشته‌است.